# 서남대학교
서남대학교(西南大學校, Seonam University)는 전라북도 남원시와 충청남도 아산시에 존재했던 대학이다. 이홍하가 설립한 5개의 대학교 중 하나로서 의과대학과 학생군사교육단을 보유하고 있다. 설립자의 각종 비리로 오랜 기간 몸살을 앓았으며 2010년부터는 대학 역대 최초로 8년 연속 부실 대학에 선정되기도 했다. 그럼에도 남원시 측에서 지역경제 문제를 이유로 반대했기 때문에, 또한 대통령이 설립에 관여한 대학교인 탓에 폐교가 미뤄지다가 결국은 2018년 2월 28일 이후 30년만에 폐교되었다.

## 연혁
- 1988년 12월 20일: 서남학원 설립 인가 및 서남대학 10개 학과 400명 설립 인가
- 1991년 2월 28일: 서남대학 개교
- 1992년 3월 13일: 종합대학교로 승격 및 서남대학교로 교명 변경
- 1992년 12월 24일: 제182학군단 (서남대학교 학군단) 설치
- 1995년 10월 18일: 일반대학원 석사과정 국어국문학과, 영어영문학과 전자계산학과, 생물학과, 화학과 등 설립, 경영 행정대학원 설치
- 1995년 10월 24일: 교육대학원 석사과정 국어, 영어, 수학, 물리 교육전공 등 설립
- 1995년 2월 24일: 제1회 학위수여식 (10개 학과 115명)
- 1996년 10월 24일: 교육대학원 전산교육전공, 공업교육 전공 석사과정 설치
- 1996년 11월 2일: 일반대학원 전자계산학과 박사과정, 전자 전기공학과 석사과정 설치
- 1999년 2월 1일: 수학과, 물리학과, 토목공학과, 건축공학과 석사과정 신설. 수학과, 물리학과, 화학과, 생물학과 박사과정 신설. 수학과, 물리학과, 화학과, 생물학과, 컴퓨터 정보통신학과 석 박사 통합과정 신설
- 1999년 11월 2일: 의료생체공학과, 환경화학공학과, 의학과, 의상디자인학과, 산업디자인학과, 사회체육학과 석사과정 신설, 국어국문학과, 영어영문학과, 경영정보학과, 전자전기공학과, 토목공학과, 환경화학공학과 박사과정 신설, 의학과에 석 박사 통합과정 신설, 시회정책대학원에 사회복지, 공안행정, 법무정책, 지방의회정책전공(6명) 설립 인가, 경영행정대학원에 사회사업전공 신설
- 1999년 12월 2일: 교육대학원 청소년지도 및 상담 외 5개 전공 신설
- 2002년 3월 8일: 아산캠퍼스 개교
- 2010년: 교육과학기술부 선정 학자금대출제한대학[1]
- 2011년: 교육과학기술부 선정 정부재정지원제한대학[2]
- 2012년: 교육과학기술부 선정 정부재정지원제한대학[3]
- 2013년: 교육부 선정 정부재정지원제한대학 및 경영부실대학[4]
- 2014년: 교육부 선정 정부재정지원제한대학 및 경영부실대학[5]
- 2015년: 교육부 대학구조개혁평가 결과 E등급[6]
- 2016년: 교육부 대학구조개혁평가 결과 E등급[7]
- 2017년: 교육부 대학구조개혁평가 2차년도 이행점검 결과 재정지원 전면 제한[8]
- 2018년 2월 28일: 교육부에 의해 강제 폐교 및 서남학원 강제 해산[9]

## 정상화 시도와 폐교
원래 노태우 대통령이 전라도의 민심을 안정시키고 전라도를 발전시키기 위해서, 그리고 전라도와 경상도의 단합과 화해를 위해서 콕 찍어서 전라북도이지만 경상남도와 인접해 있는 남원시에 4년제 종합대학교를 설립해주겠다고 선언했다. 문제는 여기에 응한 인물이 사학비리로 악명높은 이홍하라는 점에 있었다. 이홍하는 노태우 당시 대통령의 승인을 받아서 남원에 서남대학교를 설립했으며 이 과정에서 학군단과 의과대학의 승인을 같이 받아서 1990년대 중반까지는 지방 명문대였으나 이렇게 설립한 이후 이홍하가 본색을 드러내는 바람에 서남대학교는 학위 장사를 하는 유사대학으로 전락했으며 2000년 이후부터는 지잡대로 전락했다. 본디 2014년 이전부터 교육부 내부에서 서남대학교의 폐교 얘기가 돌았지만 대통령이 설립에 직접 관여한 대학교였던 탓에 폐교하기까지 오랜 시간이 소요된 것이다.
2010년부터 2016년까지 7년 연속으로 정부 재정 지원 제한 대학에 선정되었으며, 2015년부터 2016년까지는 경영 부실 대학에 지정되면서 폐교 위기에 몰렸다. 2012년에는 대학교의 설립자인 이홍하가 1,000억 원 상당에 달하는 교비를 횡령한 사실이 교육부의 감사를 통해 밝혀졌다. 또한 이홍하가 서남대학교에서 333억 원 상당의 교비를 횡령한 사실이 드러났다.
2014년 8월에 교육부 임시이사가 서남대학교에 파견되었으며, 이사회에서 외부인사인 김경안을 총장으로 영입하였다. 그리고 예수병원이 의대 실습 병원이 되었다. 임시이사진은 대학교육과 재단 정상화를 위해 재단 매각을 추진했다. 서남대학교 인수에 예수병원, 명지병원, 중원대학교, 부영그룹이 참여했다. 명지병원이 인수자로 지정되었으며, 교명 변경을 추진했다. 그러나 명지병원이 재정기여 계획을 이행하지 못해 관선이사 측에서 재정 기여자를 명지병원에서 예수병원으로 바꾸었다.
2016년 6월 구 재단 측은 서남대와 한려대를 통합 폐교해 서남대 아산캠퍼스에 통합대학을 신설하고, 남원캠퍼스는 평생교육원으로 활용하고 의대는 폐과하는 안을 제출했다. 사학분쟁조정위원회에 명지병원, 예수병원, 구재단의 정상화 방안이 모두 제출되었으나 모두 미흡하다고 판단되어 다시 재모집을 하였고 서울시립대학교와 삼육대학교가 낸 정상화 방안을 심의중이다. 5월 사분위 회의에서 정상화 방안이 상정되지 못하였는데 공식적인 사유는 서울시의회에 서남대 인수 예산안이 제출되지 않았고, 삼육학원은 이홍하 설립자가 횡령한 330억원에 대한 보전 계획이 미비하다는 것이다. 의대 인수에 초점이 맞춰졌지 서남대 전체의 정상화와 거리가 있다는 판단이라는 관측도 있다. 서남대학교 학생들과 서울시립대 학생, 서남대 교수진들은 서울시립대의 서남대 인수를 지지하고 있다.
교육부는 2017년에 실시된 특별 조사에서 2017년 2월까지 교직원 임금 156억 원을 체불한 것을 포함해 대학교의 부채가 187억 원에 달한다는 점, 대학교의 법인 이사 및 총장이 고등교육법 등 관계 법률을 위반하여 학사, 인사, 회계 등 대학교의 업무 전반에 걸쳐 편법적, 불법적으로 운영한 점을 문제삼았다. 2017년 8월 25일 교육부는 학교법인 서남학원에 대한 사안 감사 및 특별 조사 결과에 따른 시정 요구, 서남대학교 폐쇄에 대한 사전 절차에 들어간다고 밝혔다. 이 절차에 따라 서남대학교는 2018년 2월에 폐교되었다.

### 특별편입
교육부의 폐쇄 명령에 따라 2018년 2월 28일 폐교된 서남대는 의대의 경우 전북지역, 의대를 제외한 나머지 학과생들은 전북과 충남 등 인근지역 대학에 편입학되었다. 의대생의 경우 전북대와 원광대가 받았으며 기타 학과의 경우 단국대, 원광대, 군산대, 나사렛대, 군장대, 예수대 등이 특별편입 대상에 올랐다. 그러나 단국대는 과거 선교청대학교의 특별편입을 거절한 사례가 있고 이번에도 거절했다.

## 같이 보기
- 광주예술대학교
- 화성의과학대학교
- 한려대학교
- 광양보건대학교
- 이홍하